# Tercer Frente Ucraniano
El Tercer Frente Ucraniano (en ruso: Тре́тий Украи́нский фронт) fue un frente (grupo de ejércitos) del Ejército Rojo que estuvo operativa durante la Segunda Guerra Mundial. Fue fundado el 20 de octubre de 1943, sobre la base de una orden del Stavka del 16 de octubre de 1943, que suponía el cambio de nombre del Frente Suroeste. Incluía el 1.º Ejército de Guardias, 8.º Ejército de Guardias, 6.º, 12.º, y 46.º ejércitos y el 17.º Ejército del Aire. Más tarde se incluyeron el 5.º Ejército de Choque, el 4.º y 9.º ejércitos de Guardias, el 26.º, 27.º, 28.º, 37.º y 57.º ejércitos, el 6.º Ejército de Guardias de Tanques, y el 1.º, 2.º y 4.º ejércitos búlgaros. La flotilla del Danubio fue asignada al control de operaciones del Frente.

## Historia
El Tercer Frente Ucraniano se fundó sobre la base del Frente Suroeste. Éste fue el eje principal del ataque de los alemanes del Grupo de Ejércitos del Sur durante la Operación Barbarroja (invasión de la Unión Soviética por parte de la Wehrmacht). Sus fuerzas tomaron parte en las batallas de tanques en el oeste de Ucrania, y gran parte de ellas fueron rodeadas y destruidas en la Batalla de Uman y la Batalla de Kiev, en agosto y septiembre de 1941.
El Frente tuvo que ser reorganizado con ejércitos de reserva el 22 de octubre de 1942. El 20 de octubre de 1943, le fue cambiado el nombre por 3.er Frente Ucraniano. Sus primeras operaciones fueron la Batalla del Dniéper y la Batalla de Kiev de finales de 1943, al mando del general de ejército Rodión Malinovski, que constituyeron dos importantes victorias del Ejército Rojo.

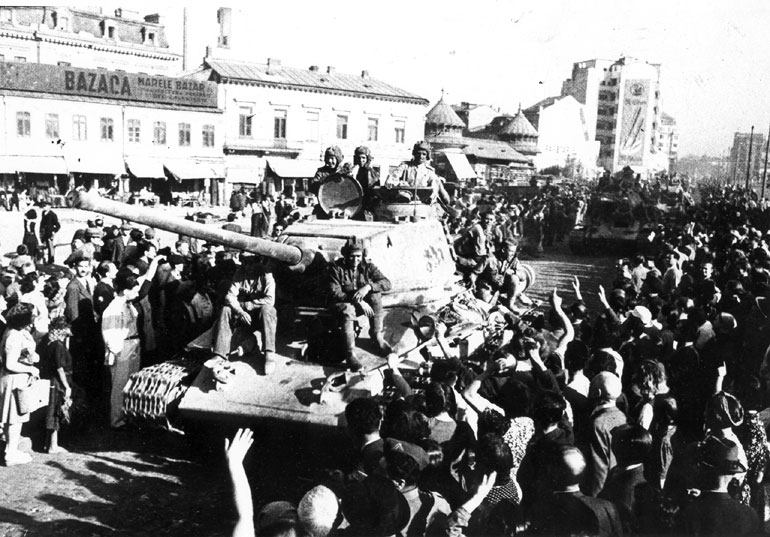
Tropas del Frente Ucraniano entrando en Bucarest el 31 de agosto de 1944.

Antes de la Ofensiva del Dniéper-Cárpatos, el frente recibió refuerzos considerables, llegando a estar formado por siete ejércitos. Malinovski también formó un grupo de caballería para sus operaciones de Nikoláyev y los grandes puertos del Mar Negro de Odesa. El ataque comenzó el 6 de marzo de 1944, y los frentes ucranianos, en coordinación con la Flota del Mar Negro completaron la liberación del sur de Ucrania, liberando gran parte de la República Socialista Soviética de Moldavia y alcanzando la frontera con Rumanía en la región de los Cárpatos.
En agosto de 1944, el 3.er Frente participó, junto con el 2.º Frente Ucraniano, en la Segunda Ofensiva de Jassy-Kishinev, que devino en la liberación completa de Moldavia y Rumanía, y la declaración de guerra del nuevo gobierno rumano a la Alemania nazi.
El 8 de septiembre las tropas soviéticas penetraron en el territorio del Reino de Bulgaria y a final de mes ocuparon el país. Desde el 28 de septiembre hasta el 20 de octubre de 1944, el Tercer Frente, en colaboración con el Ejército Popular de Liberación de Yugoslavia y la participación del 2.º Ejército Búlgaro llevó a cabo la ofensiva de Belgrado, que se tradujo en la liberación de la capital yugoslava, y la mayor parte de Serbia.
De octubre de 1944 a febrero de 1945, el Tercer Frente Ucraniano participó en el asedio de Budapest, tras su histórica victoria, al mando del General Fiódor Tolbujin en la Ofensiva del Lago Balatón sobre el 6.º Ejército Panzer. La finalización con éxito de esta batalla y la expulsión de los alemanes de Hungría hizo posible el inicio de la ofensiva de Viena el 16 de marzo, expulsando a los alemanes de la parte oriental de Austria y tomando su capital, Viena.
El 15 de junio de 1945, sobre la base de una directiva del Stavka de 29 de mayo de 1945, el 3.er Frente Ucraniano fue disuelto y reorganizado como el Grupo de Fuerzas del Sur estacionado en los Balcanes.

## Mando

### Comandantes
- General del Ejército Rodión Malinovski (octubre de 1943 - mayo de 1944);
- General del Ejército, en septiembre de 1944, mariscal de la Unión Soviética Fiódor Tolbujin (mayo de 1944 - fin de la guerra).

### Miembro del Consejo Militar
- Teniente general en septiembre de 1944, coronel general A. Zheltov

### Jefes de Estado Mayor
- Teniente general Theodosius K. Korzhenevich (octubre de 1943 - mayo de 1944);
- Teniente general en mayo de 1944, coronel general Sergéi Biriuzov (mayo-octubre de 1944);
- Teniente general en abril de 1945, coronel general Simón P. Ivanov (octubre de 1944 - fin de la guerra).

## Composición

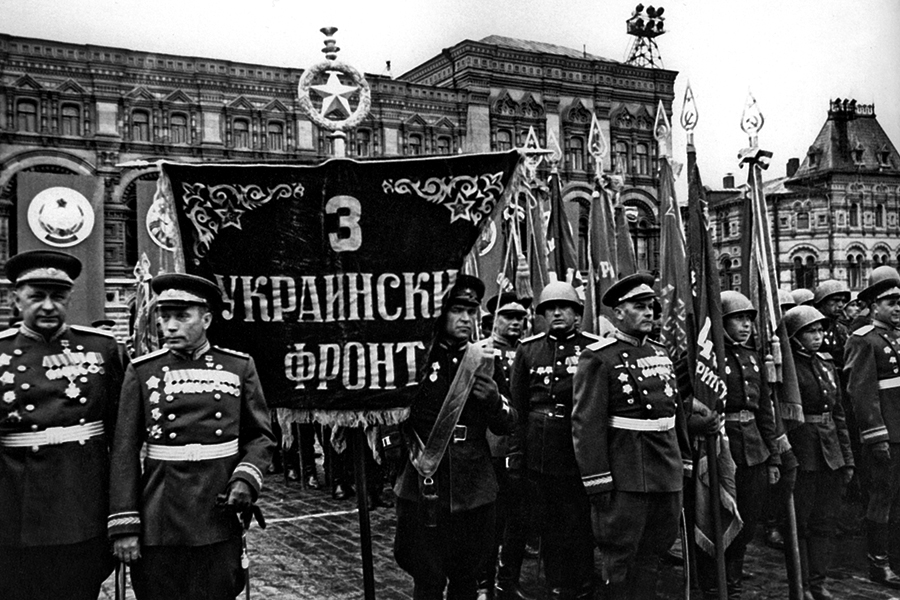
El Tercer Frente Ucraniano en el Desfile de la Victoria de 1945 en la Plaza Roja de Moscú

En octubre de 1943 durante la Batalla del Dniéper el Tercer Frente Ucraniano se encontraba bajo el mando del general de ejército Rodión Malinovski e incluía las siguientes unidades
- 1.er Ejército de la Guardia - comandanteː teniente general, desde mayo de 1943, coronel general Vasili Kuznetsov
  - 6.º Cuerpo de Fusileros de la Guardia
  - 34.º Cuerpo de Fusileros. (6.º División de Fusileros, 24.º División de Fusileros, 228.º División de Fusileros, 195.º División de Fusileros)

- 3.er Ejército de Guardias - comandanteː teniente general Dimitri Leliushenko.
  - 34.º Cuerpo de Fusileros de la Guardia, (59.º División de Fusileros de la Guardia, 61.º División de Fusileros de la Guardia, 279.º División de Fusileros
  - 32.º Cuerpo de Fusileros; (259.º División de Fusileros, 266.º División de Fusileros, 279.º División de Fusileros.

- 8° Ejército de la Guardia - comandanteː coronel general Vasili Chuikov
  - 28.º Cuerpo de Fusileros de la Guardia; (39.º División de Fusileros de la Guardia, 79.º División de Fusileros de la Guardia, 88.º División de Fusileros de la Guardia)
  - 29.º Cuerpo de Fusileros de la Guardia; (27.ª División de Fusileros de la Guardia, 74.º División de Fusileros de la Guardia, 82.º División de Fusileros de la Guardia)
  - 33.º Cuerpo de Fusileros; (50.º División de Fusileros, 78.º División de Fusileros)

- 6.º Ejército - comandanteː teniente general Iván Shlemin
  - 4.º Cuerpo de Fusileros de la Guardia; (47.º División de Fusileros de la Guardia, 57.º División de Fusileros de la Guardia)
  - 26.º Cuerpo de Fusileros de la Guardia; (25.º División de Fusileros de la Guardia, 35.º División de Fusileros de la Guardia)

- 12.º Ejército - comandanteː mayor general Alekséi Danílov
  - 66.º Cuerpo de Fusileros; (203.º División de Fusileros, 333° División de Fusileros, 60° División de Fusileros de la Guardia, 244 ° División de Fusileros)

- 1.er Cuerpo Mecanizado de la Guardia; (1.ª Brigada Mecanizada de Guardias, 2.ª Brigada Mecanizada de la Guardia, 3.ª Brigada Mecanizada de la Guardia, 9.ª Brigada de Tanques de la Guardia)
- 23.º Cuerpo de Tanques; (3.ª Brigada de Tanques, 39.ª Brigada de Tanques, 135.ª Brigada de Tanques, 56.ª Brigada de Fusileros Motorizados)

- 17.º Ejército Aéreo - comandanteː teniente general de aviación Vladímir Sudets
  - 1.er Cuerpo de Aviación Mixto de Guardias
  - 1.er Cuerpo Mixto de Aviación
  - 9.º Cuerpo Mixto de Aviación

## Biografía
- Glantz, David M. (2017). Choque de titanes: La victoria del Ejército Rojo sobre Hitler. Desperta Ferro. ISBN 978-84-945187-8-2.
- Duffy, Christopher (1991). Red Storm on the Reich: The Soviet march on Germany, 1945. London: Routledge. ISBN 0415035899.

- Datos: Q2414156